# Potez 58
Potez 58 là dòng máy bay thông dụng và du lịch hạng nhẹ của Pháp, phát triển vào giữa thập niên 1930.

## Biến thể
Potez 58
Potez 580
Potez 582
Potez 584
Potez 585
Potez 586

## Quốc gia sử dụng
Pháp
- Không quân Pháp

 Cộng hòa Tây Ban Nha
- Không quân Cộng hòa Tây Ban Nha

## Tính năng kỹ chiến thuật (Potez 585)
Đặc điểm tổng quát
- Kíp lái: 1
- Sức chứa: 2 hành khách
- Chiều dài: 7,44 m ()
- Sải cánh: 11,3 m ()
- Chiều cao: 2,36 m ()
- Diện tích cánh: 19 m² ()
- Trọng lượng rỗng: 515 kg ()
- Trọng lượng cất cánh tối đa: 906 kg ()
- Động cơ: 1 × Potez 6Ba, 130 hp (97 kW)

 Hiệu suất bay 
- Vận tốc cực đại: 190 km/h
- Vận tốc hành trình: 160 km/h
- Tầm bay: 750 km ()
- Trần bay: 6000 m ()